# Dan Avidan
Dan Avidan, född Leigh Daniel Avidan 14 mars 1979 i New Jersey, också känd som Danny Sexbang, är en amerikansk sångare som är en av grundarna till Ninja Sex Party, tillsammans med Brian Wecht. Avidan har haft två band innan Ninja Sex Party, The Northern Huesoch Skyhill. Han är även med i Starbomb bildat 2013. Han är också co-host på gameplay showen Game Grumps tillsammans med Arin Hanson.

## Diskografi
Med The Northern Hues
- 2004 – The Northern Hues EP
- 2005 – World Cafe Live 2005

Album med Skyhill
- 2007 – Run With The Hunted
- 2015 – Firefly

Album med Ninja Sex Party
- 2011 – NSFW
- 2013 – Strawberries and Cream
- 2015 – Attitude City
- 2016 – Under the Covers
- 2017 – Under the Covers, Vol. II
- 2018 – Cool Patrol
- 2019 – Under the Covers, Vol. III

Album med Starbomb
- 2013 – Starbomb
- 2014 – Player Select
- 2019 – The TryForce